# Makondo I
Makondo I est un village de la Région du Littoral du Cameroun, situé dans la commune de Ngwei. 

## Population et développement
La population de Makondo I était de 241 habitants dont 131 hommes et 110 femmes, lors du recensement de 2005.  